# Szałstry
Szałstry (dawniej niem. Schaustern) – wieś warmińska w Polsce położona w województwie warmińsko-mazurskim, w powiecie olsztyńskim, w gminie Jonkowo. W latach 1975–1998 miejscowość administracyjnie należała do województwa olsztyńskiego.
Miejscowość położona nad jeziorem Szałstry. Wieś leży przy linii kolejowej nr 220 Olsztyn – Elbląg, a najbliższy przystanek kolejowy to Wołowno (oddalony o 2 km). Przez miejscowość przebiega droga powiatowa nr 1411N Gołogóra – Nowe Kawkowo – Stękiny.

## Historia
Wieś lokowana 14 sierpnia 1352 r. przez kapitułę warmińską na 40 włókach na prawie chełmińskim, z wolnizna ośmiu lat i czterema włokami wolnymi od obciążeń dla zasadźcy, na pruskim terytorium Gudikus, pod pierwotną nazwą Wisacker. Przywilej lokacyjny wystawiono we Fromborku. Pierwszym sołtysem i zasadźcą był Prus o imieniu Sinsuten. Otrzymał on również przywilej na założenie karczmy. Przed lokacją wieś nosiła nazwę Wiesacker, później Sowstern.